# مارتون وارو
مارتون وارو (انگلیسی: Márton Váró؛ زادهٔ ۱۵ مارس ۱۹۴۳) مجسمه‌ساز اهل مجارستان است.
وی همچنین برندهٔ جوایزی همچون برنامه فولبرایت شده‌است.